# ディスコグラフィ
ディスコグラフィ（英: discography）には、2つの意味がある。
- 録音された音楽作品の分類やその成立・発展などを追究する学問
- 音楽家による録音作品（主にアルバム）を分類した目録

厳密には書誌学と同様に作品の分類やその成立・発展などを追究する学問であるが、現時点ではあまり科学的な研究はされていない。
一般的にはアルバム目録のこと指すが、主にメディアの専門用語であり、フォーマルなワードである。特に日本ではシングルも重要な作品と認識されることが多いため、ディスコグラフィの中でも主要な位置づけにある。英語ではtrack listと言うこともある。
いずれにせよ、ディスコグラフィはレコード・レーベル、レコード配給会社、そしてレコードが一般化して以降の音楽家にとって最も重要な履歴であり、最も明確に業績を表すべきものになる。
ディスコグラフィという言葉は、1930年代にジャズのレコード収集家の間で広まっている。ジャズ・ファンはジャズのレコードが発売されると参加ミュージシャンや販売レコード会社などを調査し、ディスコグラフィを同人誌として制作した。これら情報の共有が当時においては浸透していなかったからである。
ディスコグラフィには以下のような情報が含まれる。
- 作品名
- 作者（作曲者、作詞者、編曲者、演奏者、指揮者、プロデューサーなど）
- 発表年
- 収録時間
- レコード会社名（レコード・レーベル名、レコード配給会社名など）

## 関連事項
- シネマトグラフィ（英語版）